# چرخه ترور و تراژدی

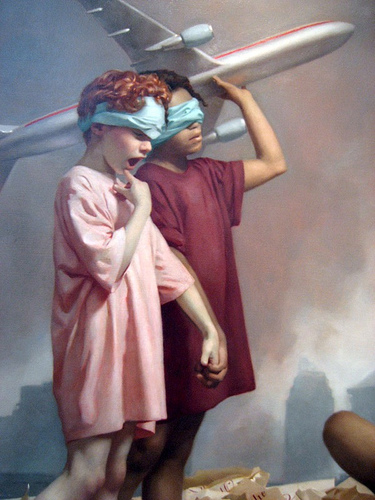
چرخه ترور و تراژدی

چرخه ترور و تراژدی (انگلیسی: The Cycle of Terror and Tragedy) یک نقاشی از گریدون پریش، نقاش معاصر آمریکایی است که سال ۲۰۰۷ کشیده شد. این اثر با تأثیرپذیری از ژاک لویی داوید و ویلیام-آدولف بوگرو به‌شیوهٔ آکادمیک کشیده شده و به لحاظ کیفیت نمادین و مضمون فاجعه‌بار، با آثاری نظیر «گرنیکا»ی پیکاسو و «کلک مدوسا»ی ژریکو مقایسه شده است.